# Bukit Daun
El Bukit Daun és un estratovolcà que s'eleva fins als 2.467 msnm. Està situat en una regió poc poblada de Sumatra, Indonèsia. Al cim hi ha un llac de cràter de 600 metres d'amplada. Un llac de cràter més petit, Tologo Kecil, es troba al flanc sud-oest. Es desconeix quan va tenir lloc la seva darrera erupció.